# Бабкова Олександра Андріївна
Олександра Андріївна Бабко́ва (28 вересня 1923, Середній Єгорлик — 2006) — українська художниця і педагог; член Спілки радянських художників України з 1960 року.

## Біографія
Народилась 28 вересня 1923 року в селі Середньому Єгорлику (нині Цілинський район Ростовської області, Росія). 1949 року закінчила Саратовське художнє училище, де навчалася у Івана Щеглова, Бориса Миловидова; 1955 року — Київський художній інститут, де навчалася у Олесандра Пащенка.
З 1958 року викладала у Київській художній школі. Мешкала у Києві в будинку на вулиці Олени Теліги, № 21, квартира № 3. Померла у 2006 році.

## Творчість
Працювала в галузях станкової графіки і станкового живопису. Серед робіт:
серії кольорових ліногравюр
- «Київ» (1955);
  - «Площа Богдана Хмельницького»;
  - «Золоті ворота»;
- «Київські пейзажі» (1960);

ліногравюри
- «Пам'ятник героям Трипілля» (1958);
- «Дніпровські далі» (1960);
- «Київ. Арсенальна площа» (1967);
- «Києво-Печерська Лавра. Церква Всіх святих» (1972);
- «Хліб Батьківщині» (1977);
- «Площа Перемоги» (1978);
- «Київський річковий вокзал» (1982);
- «Обеліск Слави» (1982);
- «Земля цілинна» (1993);
- «Птахи відлітають» (1993).

Твори зберігаються у фонді дирекції виставок України.
Брала участь у республіканських виставках з 1954 року, всесоюзних та зарубіжних — з 1955 року.